# Kasauli
Kasauli (hindi : कसौली) est un cantonment et une ville située dans le district de Solan, dans l'État indien de l'Himachal Pradesh. Le cantonment a été établi par le Raj britannique en 1842 en tant que station de montagne coloniale (Hill station), à 77 km de Shimla, 65 km de Chandigarh, et 94 km à partir de Ambala Cantt (Haryana), une importante jonction de chemin de fer de l'Inde du Nord à une altitude de 1 927 mètres ( Unité «  » inconnue du modèle {{Conversion}}.). La ville est un centre de santé, à une altitude de 1 900 mètres.

## Démographie
Selon le recensement indien de 2001, Kasauli avait une population de 4 994 personnes. Les hommes constituent 56 % de la population, et les femmes 44 %. Les habitants de Kasauli avaient en moyenne un taux d'alphabétisation de 80 %, plus élevé que la moyenne nationale de 75,5 % ; l'alphabétisation des hommes étant de 84 %, celle des femmes de 76 %. Quelque 10 % de la population a moins de six ans.

## Climat
Kasauli bénéficie d'un climat tempéré. La température en hiver est d'environ 2 degrés Celsius, en été, les températures excèdent rarement 32 degrés. La direction générale du vent est sud-ouest à nord-est. Le total des précipitations pour l'année est de 1200 à 1 500 millimètres, avec un taux d'humidité de 90 % en septembre et de 28 % en avril.

## Monuments de Kasauli

### Institut central de recherche scientifique

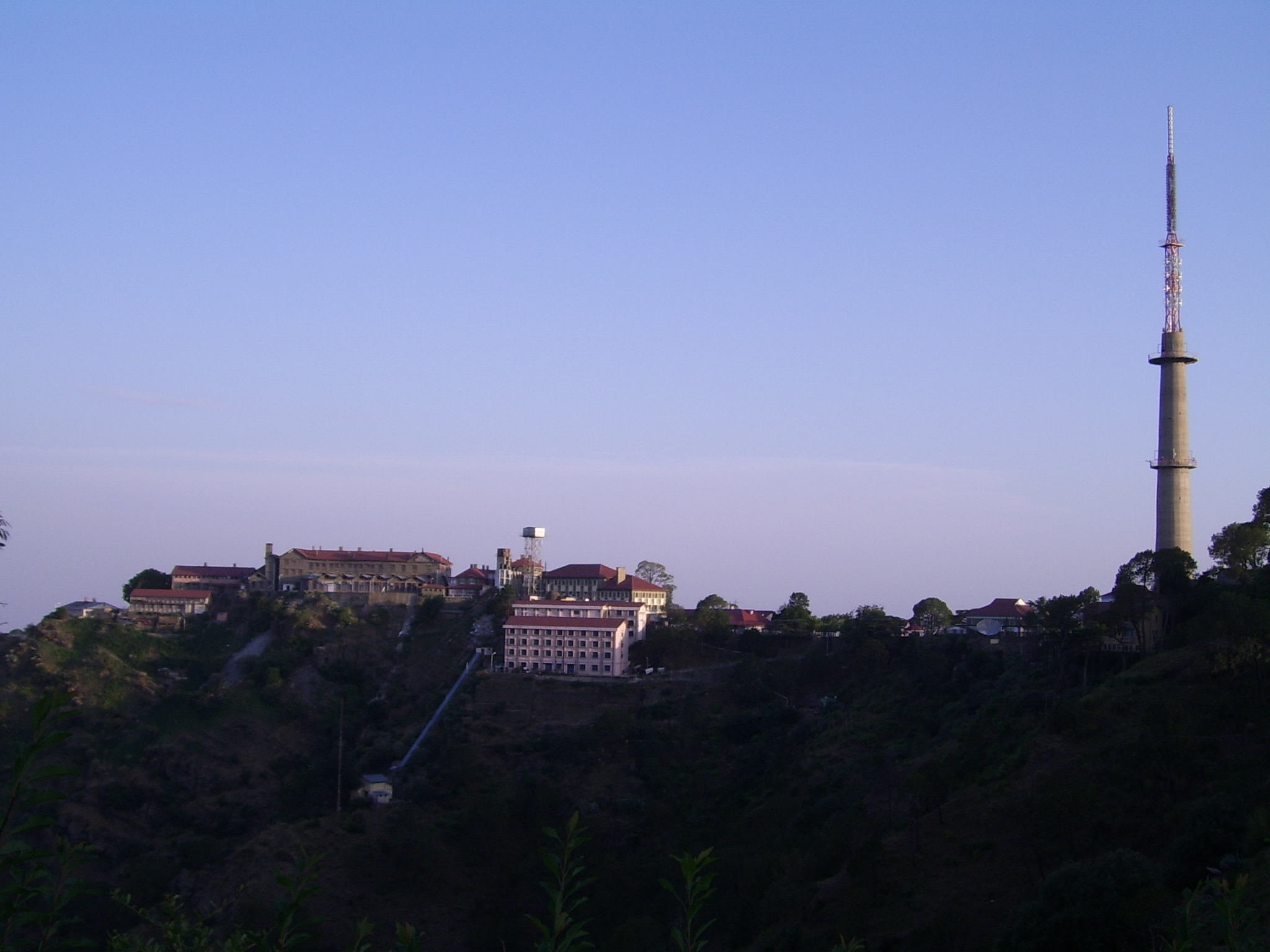
Institut central de recherche scientifique, Kasauli.

Le Central Research Institute (CRI), à l'origine, Institut Pasteur de l'Inde, a été créée à Kasauli, en 1904, par son premier directeur, Sir David Semple, en tant qu'institut de travail dans les domaines de l'immunologie et de la virologie.
L'IRC travaille en tant que collaborateur de l'Organisation mondiale de la santé et comme laboratoire immuno-biologique de production de vaccins contre la rougeole et la poliomyélite, le groupe de vaccins DTC. Il fournit également un programme de maîtrise universitaire ès sciences en microbiologie.
Personnalité notoire
- Tisca Chopra, actrice indienne, y est née le 1er novembre 1973.